# Шэньцю
Шэньцю́ (кит. упр. 沈丘, пиньинь Shěnqiū) — уезд городского округа Чжоукоу провинции Хэнань (КНР). Название означает «холм Шэнь» и связано с существовавшим в этих местах в античные времена царством Шэнь.

## История
При империи Цинь эти места входили в состав уезда Сянсянь (项县), при империи Восточная Вэй — в состав уезда Молин (秣陵县).
Ещё во времена империи Поздняя Чжоу была образована область Чэньчжоу (陈州), органы власти которой разместились в этих местах. При империи Суй областные власти переехали в уезд Ваньцю (宛丘县, современный район Хуайян), а земли уезда Молин вошли в состав уезда Сянчэн. При империи Мин был образован уезд Шэньцю. При империи Цин область Чэньчжоу в 1724 году получила статус «непосредственно управляемой» (то есть, стала подчиняться напрямую властям провинции, минуя промежуточное звено в виде управы), а в 1734 году была преобразована в Чэньчжоускую управу (陈州府). После Синьхайской революции в Китае была проведена реформа структуры административного деления, и в 1913 году области и управы были упразднены.
В 1949 году был создан Специальный район Хуайян (淮阳专区), и уезд вошёл в его состав. В 1953 году Специальный район Хуайян был расформирован, и уезд перешёл в состав Специального района Шанцю (商丘专区). В 1958 году Специальный район Шанцю был присоединён к Специальному району Кайфэн (开封专区), но в 1961 году был восстановлен.
В 1965 году был создан Специальный район Чжоукоу (周口专区), и уезд вошёл в его состав. В 1969 году Специальный район Чжоукоу был переименован в Округ Чжоукоу (周口地区).
8 июня 2000 года постановлением Госсовета КНР были расформированы округ Чжоукоу и городской уезд Чжоукоу, и образован городской округ Чжоукоу.

## Административное деление
Уезд делится на 2 уличных комитета, 10 посёлков и 10 волостей.